# Slioch
Slioch är ett berg i Storbritannien.   Det ligger i kommunen Highland och riksdelen Skottland, i den nordvästra delen av landet, 800 km nordväst om huvudstaden London. Toppen på Slioch är 981 meter över havet, eller 671 meter över den omgivande terrängen. Bredden vid basen är 6,0 km.
Terrängen runt Slioch är huvudsakligen kuperad.Runt Slioch är det mycket glesbefolkat, med 2 invånare per kvadratkilometer. Närmaste större samhälle är Poolewe, 19,0 km nordväst om Slioch. Omgivningarna runt Slioch är i huvudsak ett öppet busklandskap.